# 相模原市立共和小学校
相模原市立共和小学校（さがみはらしりつ きょうわしょうがっこう）は、神奈川県相模原市中央区高根一丁目に存在する公立の小学校である。

## 概要
当校は、相模原市の市立小学校の一校である。1969年、児童の急増および地元住民から要望により設立された。校名の「共和」は、通学区域の共和地区に由来する。また、当校の開校により通学区域が分割される相模原市立淵野辺小学校、相模原市立大野小学校そして相模原市立星が丘小学校の3校の児童と教職員が「共に和していく」という願いも込められている。

## 沿革
- 1969年（昭和44年）
  - 時期不明 - 校舎（A棟の一部）建築[4]。
  - 4月 - 開校[3]。
- 1970年（昭和45年） - 校舎（A棟の一部）建築[4]。
- 1972年（昭和47年） - 体育館建築[4]。
- 1973年（昭和48年） - 校舎（B棟）建築[4]。
- 1975年（昭和50年） - 校舎（C棟）建築[4]。
- 2018年（平成30年）10月20日 - 創立50周年記念式典挙行し、児童発表会と祝賀会を開催[5]。
- 2019年（平成31年）2月5日 - 創立50周年記念誌贈呈式挙行[5]。

## 通学区域
- 相模原市中央区[6][7]
  - 大野台3丁目1番～12番
  - 鹿沼台1丁目
  - 鹿沼台2丁目
  - 共和1丁目
  - 共和2丁目
  - 共和3丁目
  - 共和4丁目
  - 高根1丁目
  - 高根3丁目
  - 東淵野辺5丁目1番～3番・18番～21番
  - 松が丘1丁目
  - 松が丘2丁目
  - 由野台1丁目
  - 由野台2丁目
  - 由野台3丁目

## 進学中学校
- 相模原市中央区[8][9]
  - 相模原市立共和中学校 - 鹿沼台1丁目、鹿沼台2丁目、共和1丁目～4丁目、東淵野辺5丁目1番〜3番・18番〜21番に居住の児童が進学
  - 相模原市立由野台中学校  - 大野台3丁目1番～12番、高根1丁目、高根3丁目、松が丘1丁目、松が丘2丁目、由野台1丁目～3丁目に居住の児童が進学

## 交通アクセス
- JR横浜線淵野辺駅南口から神奈川中央交通バスに乗車、淵36・淵37系統青葉循環「宇宙科学本部前」バス停下車で徒歩2分。